# Металац (баскетбольный клуб)
«Металац» (серб. КК Металац) — сербский профессиональный баскетбольный клуб из города Валево. Команда выступает в Баскетбольной Лиге Сербии. Домашней площадкой клуба является Баскетбольная арена Валево.

## История
Баскетбольный клуб «Металац» был основан 24 марта 1948 года и первоначально назывался «Будучност Валево». Через шесть дней клуб принял участие в первом официальном матче в Чачаке, где встречался с местной командой «Борац» и потерпел поражение со счётом 69:19. За короткий промежуток времени команда смогла сформироваться и выйти на высший уровень, попав в 1954 году в Южную группу Сербской лиги под новым названием «Металац». Из-за финансовых проблем в 1960 году клуб снялся со всех соревнований и через год начал новую историю.
В 1973 году «Металац» попал в Первую лигу Югославской Федерации, обыграл команду «Младост Земун» в последнем отборочном раунде, а также получив преимущество перед «Войводиной» из города Нови-Сад. Команда провела шесть сезонов в Первой лиге и смогла обыграть каждый из крупных клубов Югославии как минимум один раз. Последнюю игру в Первой лиге команда провела 31 марта 1979 года против «Югопластики» из Сплита.
В последние годы профессиональный баскетбол в Валево начал выстраиваться заново. «Металац» пробился в высшую лигу Сербии в сезоне 2007–08 и с этого периода пять раз попадал в плей-офф. Клуб постоянно являлся претендентом на попадание в Адриатическую Лигу, однако попал туда только в сезоне 2014–15 после того, как «Раднички» (Крагуевац) из-за финансовой нестабильности был снят с турнира.

## Известные игроки
- Славко Вранеш
- Вукашин Алексич
- Стефан Бирчевич